# Полигнот
Полигнот (др.-греч. Πολύγνωτος) — древнегреческий художник середины V века до н. э., занимавшийся живописью и скульптурой.

## Биография

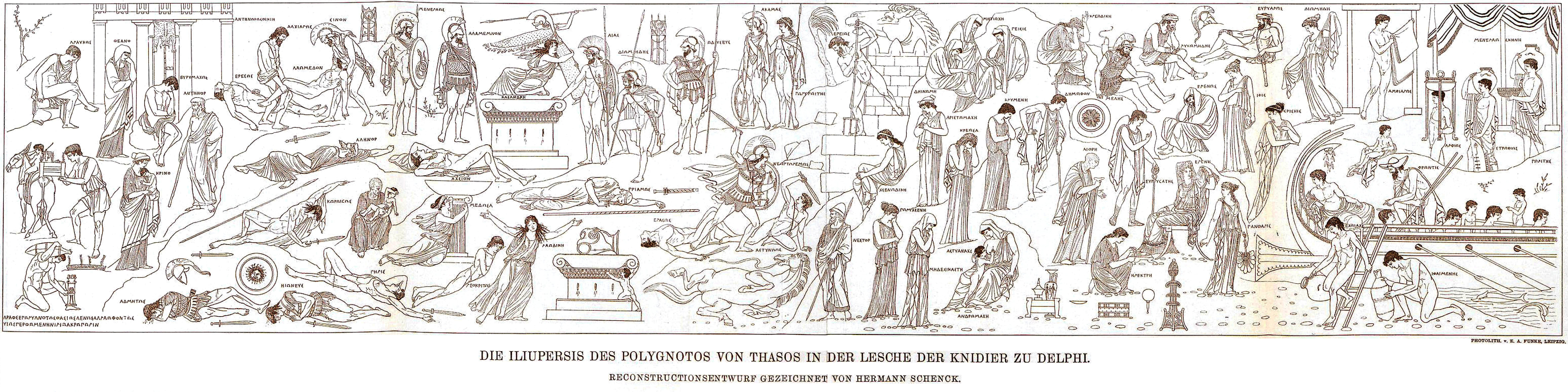
Реконструкция «Взятия Трои» Полигнота (Карл Роберт, 1893 г.)

Полигнот родился и вырос на острове Фасос, где выучился живописи у своего отца Аглаофона, также художника. По приглашению афинского государственного деятеля Кимона Полигнот прибыл в Афины, где получил гражданские права.

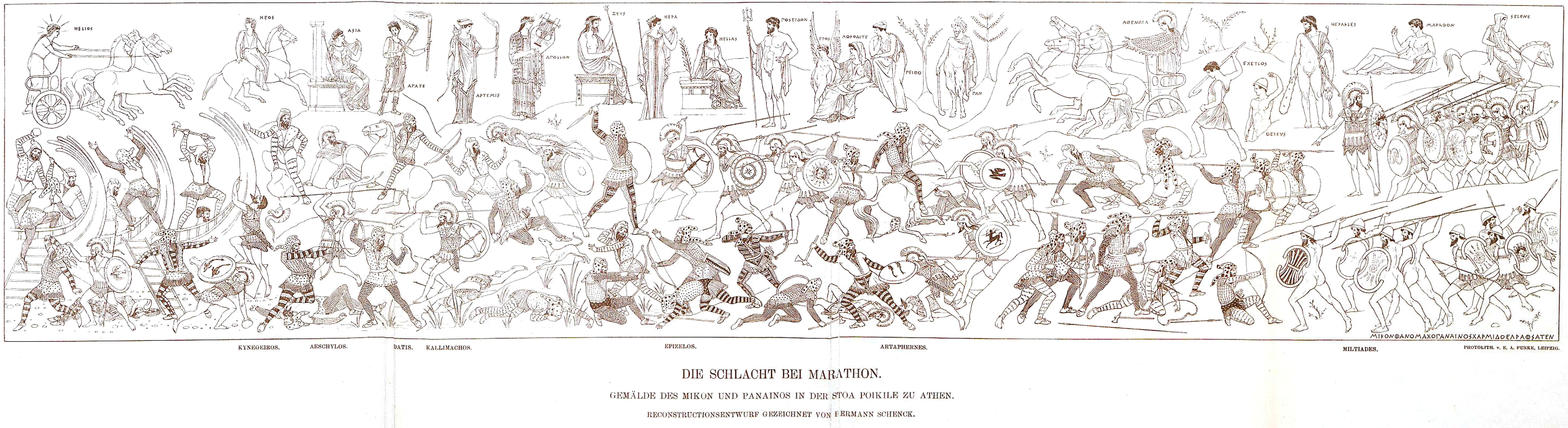
Реконструкция «Битвы при Марафоне» Полигнота (Карл Роберт, 1895 г.)

Полигнот вместе с Миконом Младшим выполнили восковыми красками картины для украшения Расписной (Пестрой) Стои (портика) (др.-греч. ἡ ποικίλη στοά), а также храмы Диоскуров и Тесея. В первом из названных зданий Полигнот изобразил битву афинян с лакедемонянами, бой Тесея с амазонками, разрушение Трои и Марафонскую битву. За роспись Пестрого портика получил право обедать за общественный счет. Наибольшей популярностью пользовались картины, написанные Полигнотом в Лесхии, в Дельфах, изображавшие взятие Трои, отплытие греков от этого города и посещение Одиссеем подземного царства (не сохранились).

## Произведения

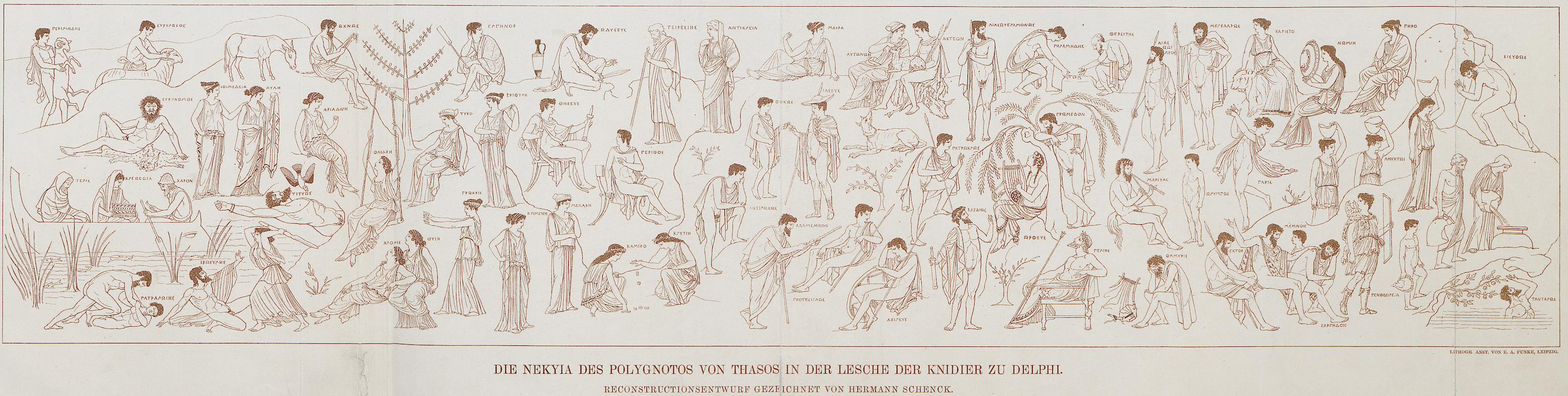
Реконструкция картины «Одиссей в царстве мертвых» в Дельфах (Карл Роберт, 1892 г.)

Фигуры на картинах Полигнота были выполнены очерком и окрашены лишь несколькими красками, которые выделялись на цветном фоне стен. Несмотря на полное отсутствие в них моделирования человеческого тела и перспективы, они представляли собой в истории живописи значительный шаг вперёд, поскольку, по преданию, в них отмечались ритмичность композиции, благородство форм и выразительность — качества, которые отсутствовали в произведениях архаического периода.